# Иваницкий, Виктор Павлович
Виктор Павлович Иваницкий (11 декабря 1937 — 3 декабря 2020) — советский и российский хозяйственный, государственный и политический деятель, доктор экономических наук, профессор.

## Биография
Родился в 1937 году в селе Степное. Член КПСС.
Окончил Ленинградский финансово-экономический институт (1959).
С 1959 года — старший бухгалтер, начальник отдела Синарского трубного завода, на выборной комсомольской работе в городах Каменске-Уральском и Свердловске, преподаватель кафедры бухгалтерского учета и статистики Свердловского филиала МИНХа (1966—1967), старший преподаватель, заведующий кафедры финансов и кредита, с 1970 проректор по заочному и вечернему обучению СИНХ.
Ректор Иркутского института народного хозяйства (1976—1987).
Секретарь, второй секретарь Иркутского обкома КПСС (1987—1991).
Заведующий кафедрой финансов ИИНХ, проректор по научной работе УрГЭУ, руководитель Международного института экономических и финансовых инвестиций.
С марта 2010 года — председатель Свердловского областного отделения Вольного экономического общества.
Скончался 3 декабря 2020 года, похоронен вместе с женой Риммой Александровной на Сибирском кладбище Екатеринбурга.